# Untitled (Basquiat)
Pour les articles homonymes, voir Untitled.
Untitled est un tableau réalisé par le peintre américain Jean-Michel Basquiat en 1982. Exécuté à l'acrylique, l'aérosol et au bâton d'huile sur toile, il représente une tête d'homme noir aux dents apparentes devant un fond bleu céruléen. La peinture fait partie de la collection privée de l'entrepreneur japonais Yūsaku Maezawa. Elle a été acquise pour 110,5 millions de dollars lors d'enchères chez Sotheby's en mai 2017, ce qui en fait l'œuvre la plus chère de l'histoire parmi celles qui sont postérieures à 1970.